# Audronė Pitrėnienė
Audronė Pitrėnienė (ur. 21 lipca 1958 w Lenkimach) – litewska nauczycielka i polityk, posłanka na Sejm Republiki Litewskiej, od 2015 do 2016 minister edukacji i nauki.

## Życiorys
W 1984 ukończyła studia nauczycielskie w Wileńskim Instytucie Pedagogicznym. W 2004 uzyskała magisterium na Uniwersytecie Kłajpedzkim. Pracowała jako nauczycielka i dyrektorka szkół głównie w rejonie szkudzkim.
W 2003 zaangażowała się w działalność polityczną w ramach Partii Pracy. W wyborach w 2004 uzyskała mandat posłanki na Sejm RL, który wykonywała do 2008. Zatrudniona następnie w administracji lokalnej. W 2012 powróciła do litewskiego parlamentu, w którym zasiadała do 2016. 27 maja 2015 została mianowana na urząd ministra edukacji i nauki w rządzie Algirdasa Butkevičiusa. Sprawowała go do 13 grudnia 2016.
W 2023 z ramienia Litewskiej Partii Regionów uzyskała mandat radnej rejonu szkudzkiego.